# Estación de Dugommier

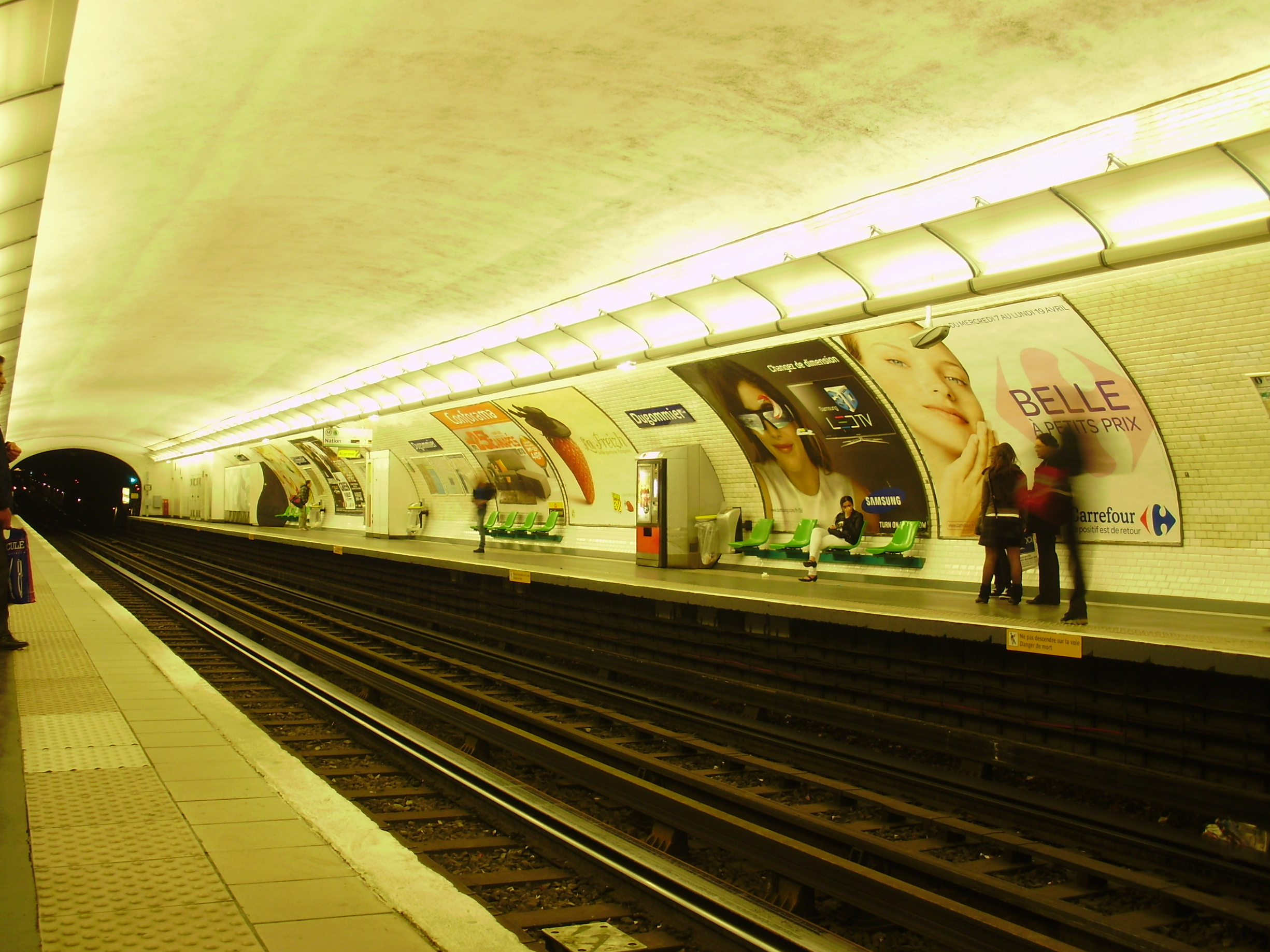
andenes de la estación

La estación de Dugommier es una estación del metro de París situada en el XII Distrito, al sudeste de la capital. Pertenece a la línea 6. 

## Historia
La estación fue inaugurada el 1 de marzo de 1909 con el nombre de Charenton. El 12 de julio de 1939, los trabajos de ampliación de la línea 8 hacia Charenton-le-Pont aconsejaron renombrar la estación para evitar confusiones otorgándole su nombre actual.
La estación debe su nombre al general francés Jacques François Dugommier fallecido el 18 de noviembre de 1794 a manos de tropas españolas durante la batalla de la Sierra Negra.

## Descripción
La estación se compone de dos andenes laterales de 75 metros de longitud y de dos vías.
La estación está diseñada en bóveda elíptica revestida completamente de los clásicos azulejos blancos biselados del metro parisino. 
Su iluminación ha sido renovada empleando el modelo vagues (olas) con estructuras casi adheridas a la bóveda que sobrevuelan ambos andenes proyectando la luz en varias direcciones.
La señalización por su parte usa la moderna tipografía Parisine donde el nombre de la estación aparece en las letras blancas sobre un panel metálico de color azul. Por último, los asientos de la estación son verdes, individualizados y de tipo Motte.

## Accesos
La estación dispone de un solo acceso situado en el nº 3 del bulevar de Reuilly.